# С-чип
С-чипи (англ. S-Chips; кит.: S股), також відомі як С-акції — термін, що відноситься до китайських компаній, чиї акції продаються на Сінгапурській біржі. Ці компанії зареєстровані в Сінгапурі, Британських Віргінських островах, Кайманових островах і Бермудах, і ведуть діяльність в материковому Китаї. Під час фінансової кризи 2007-2010, багато С-чипів були в центрі корпоративних скандалів.
Основна різниця між С-чипами і П-чипами - фондова біржа, на якій вони продаються.
Індекс, що відображає ціни З-чипів — FTSE ST China Index. З січня 2008 по жовтень 2009 FTSE ST China Index мав падіння на 60%, а індекс китайський підприємств Хан Сен, що відображає ціни Х-акцій — -20%.